# Standish (Greater Manchester)

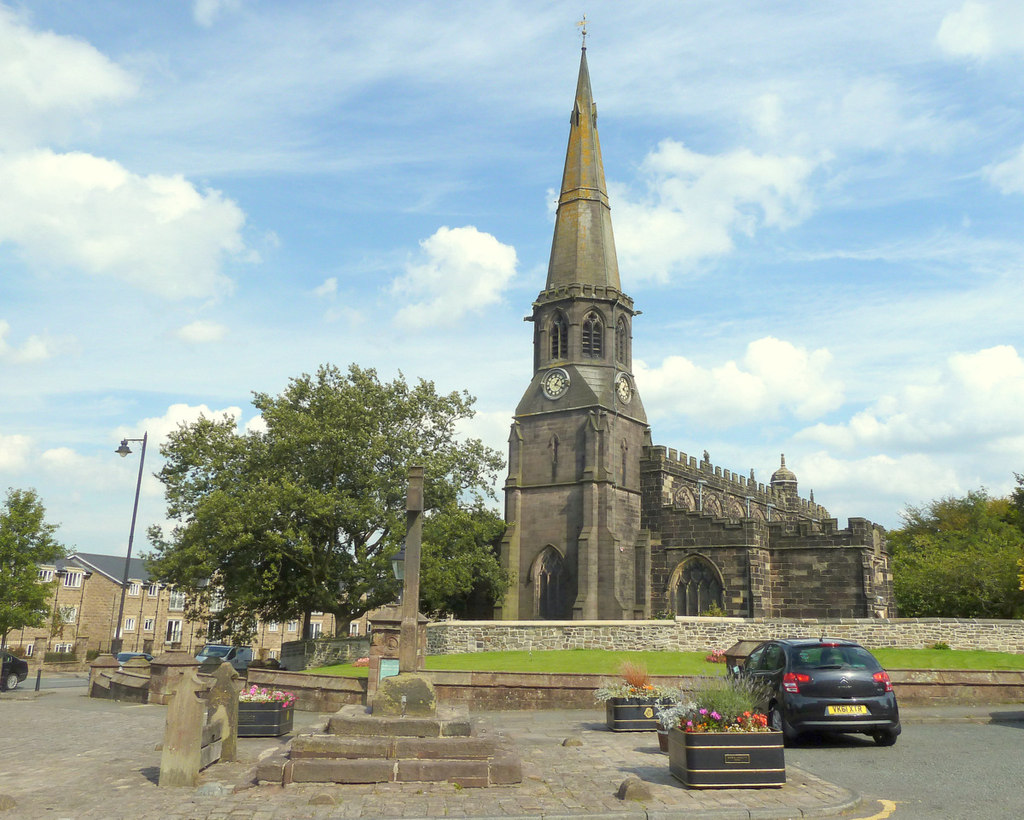
Standish – St Wilfrid’s Church

Standish ist eine knapp 15.000 Einwohner zählende Stadt im Metropolitan County von Greater Manchester in Mittelengland im Vereinigten Königreich.

## Lage und Klima
Standish liegt etwa 35 km (Fahrtstrecke) nordwestlich der Industriestadt Manchester in einer Höhe von ca. 50 m; die nächstgrößere Stadt ist das nur etwa 5 km südlich gelegene Wigan, die Millionenstadt London ist ungefähr 335 km in südöstlicher Richtung entfernt. Das Klima ist eher kühl und regnerisch.

## Bevölkerung
| Jahr      | 2001   | 2011   | 2021   |
| Einwohner | 11.369 | 11.645 | 12.931 |

Das leichte Bevölkerungswachstum beruht im Wesentlichen auf dem Zuzug von Familien aus dem ländlichen Umland sowie aus anderen Teilen des Commonwealth.

## Wirtschaft
Nach Jahrhunderten der Selbstversorgungswirtschaft wurde Standish – wie viele andere Städte in ganz Mittelengland im ausgehenden Mittelalter – durch Wollverarbeitung und Textilherstellung wohlhabend. Seit dem 14. Jahrhundert wurde überdies in der Umgebung der Stadt der Abbau von Steinkohle betrieben. Im 19. Jahrhundert wurden viele kleine Minenbtriebe (collieries) zur Wigan Coal and Iron Company zusammengeschlossen.

## Geschichte
Eine Römerstraße führte durch das Gemeindegebiet. Der Ortsname Standish wird seit dem 13. Jahrhundert wiederholt urkundlich erwähnt. Vom ausgehenden Mittelalter bis ins 19. Jahrhundert profitierten die Bewohner des Ortes und des Umlandes von der Steinkohleförderung sowie von der Wollproduktion und dem Textilhandel.

## Sehenswürdigkeiten
- Die St Wilfrid’s Church ist wegen ihrer hölzernen Kassettendecke im Innern eine der bedeutendsten Pfarrkirchen Englands.